# Conophytum
Conophytum ist eine Pflanzengattung aus der Familie der Mittagsblumengewächse (Aizoaceae). Der botanische Name der Gattung leitet sich von den griechischen Worten κωνος (conus) für „Kegel“ und φυτόν (phyton) für „Pflanze“ ab und verweist auf die bei vielen Arten konisch verwachsenen Blätter.

## Beschreibung
Die Pflanzen der Gattung Conophytum wachsen kompakt bis rasenbildend. Sie bilden flache Matten, gewölbte Kissen oder chaotisch geformte, niedrige Büschelchen. Der verkehrt-kegelförmige, kugelförmige, zylindrische oder kegelförmige Pflanzenkörper besteht aus einem Paar vollständig oder fast auf der gesamten Länge miteinander verwachsener Laubblätter, die an der Spitze häufig durch einen Spalt getrennt sind. Die grünen bis braunen, rötlichen oder weißlich blauen Blätter sind kahl bis dicht papillös und an ihrer Endfläche für gewöhnlich punktiert oder liniert sowie häufig samtig, warzig oder gefenstert. Alte Blätter verwandeln sich während der Trockenperiode in eine trockene Hülle, die die neu ausgebildeten Blätter schützt. Die äußere Epidermisschicht enthält Kristallsand, wobei die Kristalle von der Blattspitze zur Basis hin meistens größer werden.
Die Hochblätter sind im Pflanzenkörper verborgen. Die gestielten Blüten erscheinen einzeln oder in kleinen Gruppen mit bis zu drei Einzelblüten. Der Kelch ist vier- bis achtzipflig. Die basal verwachsenen, rosa-, lila- purpurfarbenen, schwarz-purpurnen, roten, kastanienbraunen, orangefarbenen, goldenen, gelben, braunen oder weißen Kronblätter bilden eine Röhre. Die Staubblätter sind weiß, gelb, grün, rot oder purpurfarben. Der kurze oder lange Fruchtknoten ist manchmal nicht verwachsen und besitzt drei bis acht Fruchtblätter.
Die meisten Arten blühen im Herbst. Die Blüten öffnen sich entweder am Tag bzw. in der Abenddämmerung oder nachts. Einige Arten weisen ein außergewöhnliches Blühverhalten auf. Conophytum burgeri öffnet die Blüten nur am Abend für eine Stunde. Conophytum smorenskaduense schließt die Blüten nach dem Öffnen nicht mehr. Einige Arten (beispielsweise Conophytum rugosum) sind kleistogam, d. h., sie öffnen die Blüten nicht.
Die drei bis acht fächrigen Früchte ähneln denen der Gattung Delosperma. Die sehr kleinen, meist goldbraunen, selten dunkel- oder blassbraunen Samen sind birnen- bis fast kugelförmig und 0,5 bis 0,75 Millimeter lang sowie 0,30 bis 0,35 Millimeter breit.

## Systematik, Chromosomenzahl und Verbreitung
Das Verbreitungsgebiet der Gattung Conophytum erstreckt sich in Namibia von Lüderitz südwärts bis nach Warmbad und in Südafrika in der Provinz Nordkap durch das Namaqualand, über Calvinia, reicht westlich bis nach Kenhardt (Gemeinde Kai ǃGarib) und im Süden bis nach Kapstadt. Von Kapstadt aus erstreckte es sich in einem schmalen Streifen bis nach Steytlerville in der Provinz Westkap. Das Hauptverbreitungsgebiet der Arten ist das Namaqualand. Die Pflanzen wachsen auf gut durchlässigem felsigen Untergrund in den unterschiedlichsten Substraten, häufig in Felsspalten oder Geröll und oft gemeinsam mit Moosen und Flechten. Die jährliche Niederschlagsmenge liegt unter 300 Millimeter, wobei der Hauptanteil im Winter fällt.
Die Chromosomenzahl ist {\displaystyle 2n=18}, selten {\displaystyle 2n=36}.
Die Erstbeschreibung wurde 1922 von Nicholas Edward Brown veröffentlicht. Die Typusart ist Conophytum truncatum. Nach Steven A. Hammer und Andrew J. Young (2017) wird die Gattung in zwei Untergattungen gegliedert und umfasst folgende Arten:
- Untergattung Conophytum
  - Sektion Barbata Schwantes ex S.A.Hammer
    - Conophytum depressum Lavis

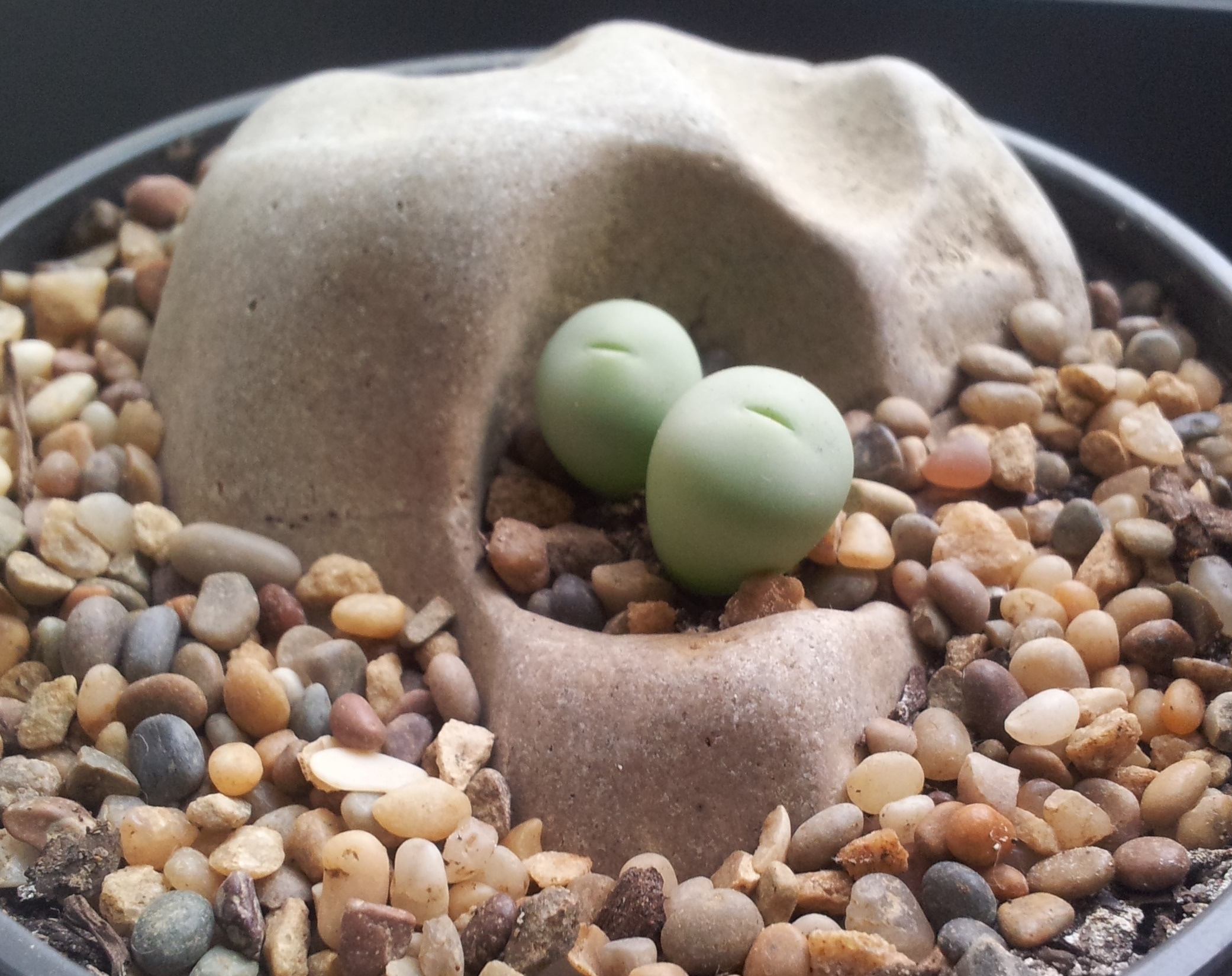
Conophytum breve

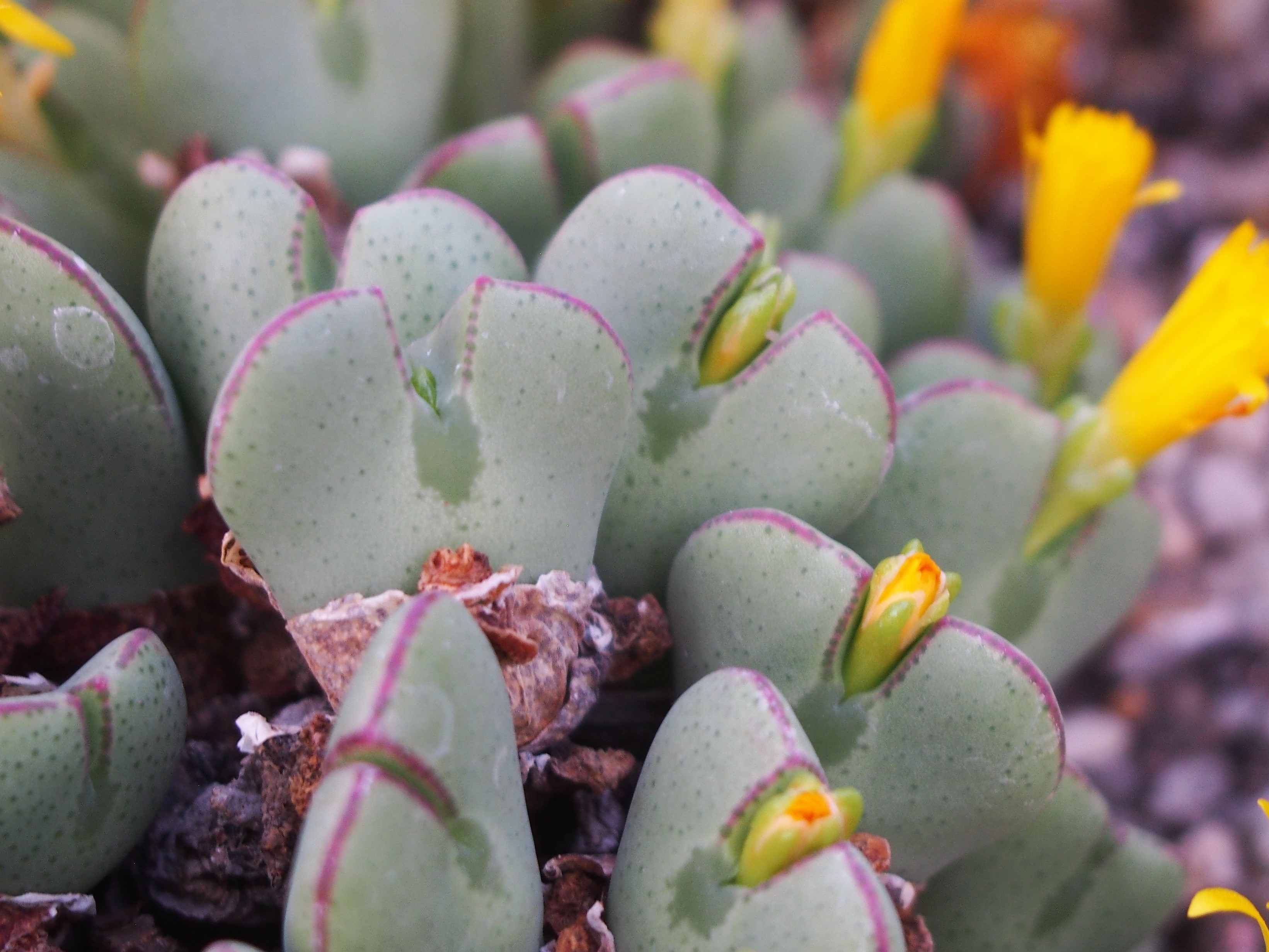
Conophytum bilobum

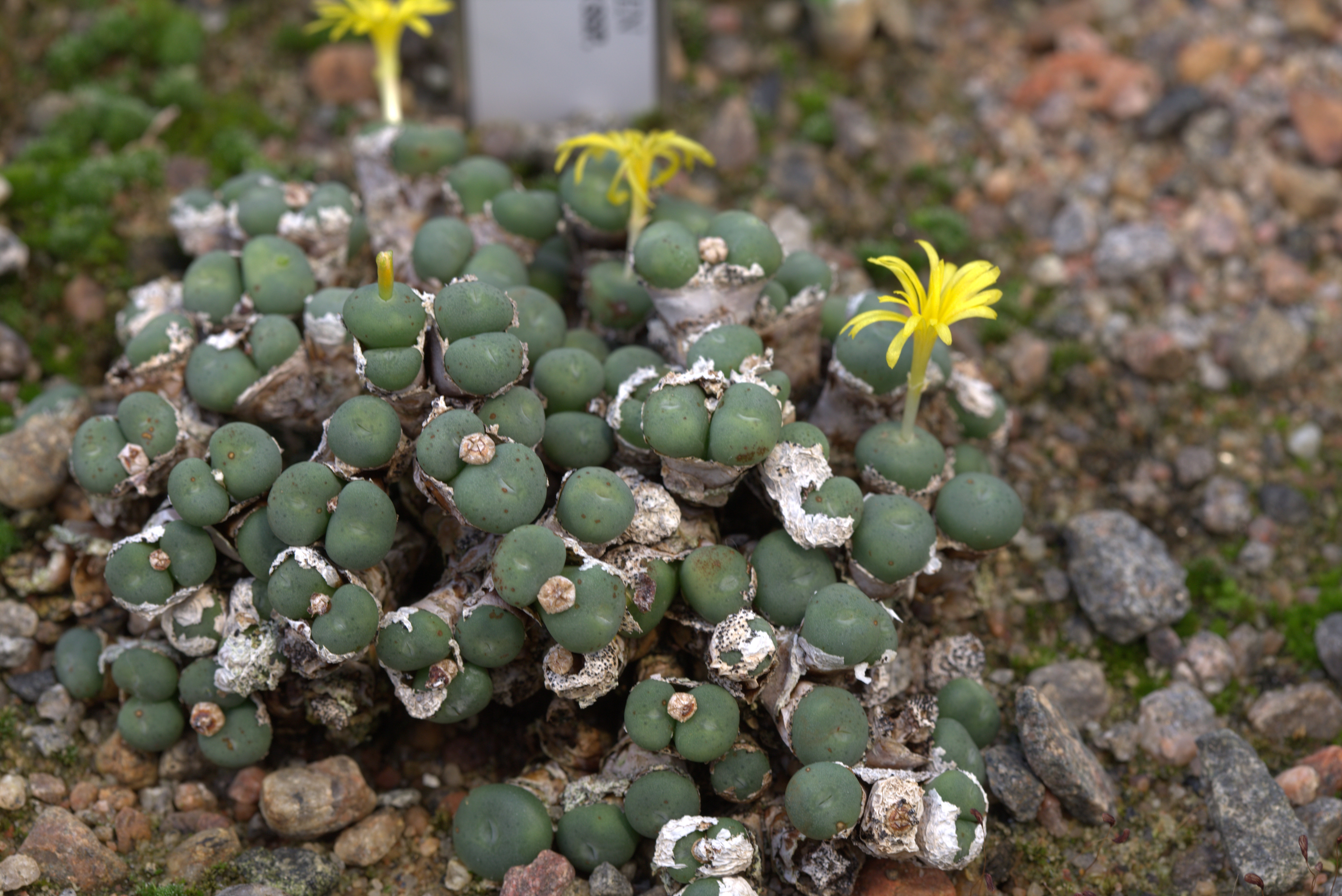
Conophytum flavum subsp. novicium

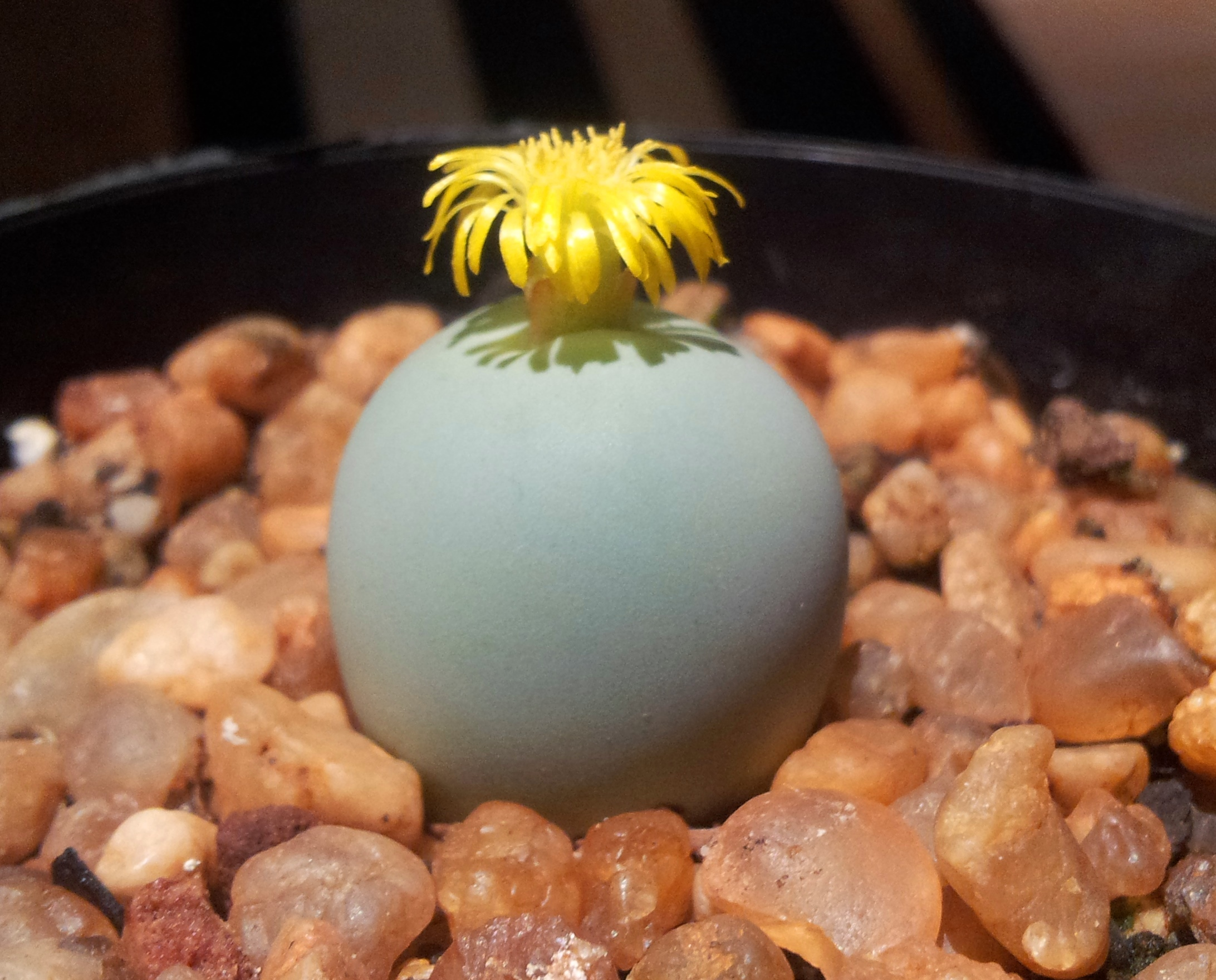
Conophytum calculus

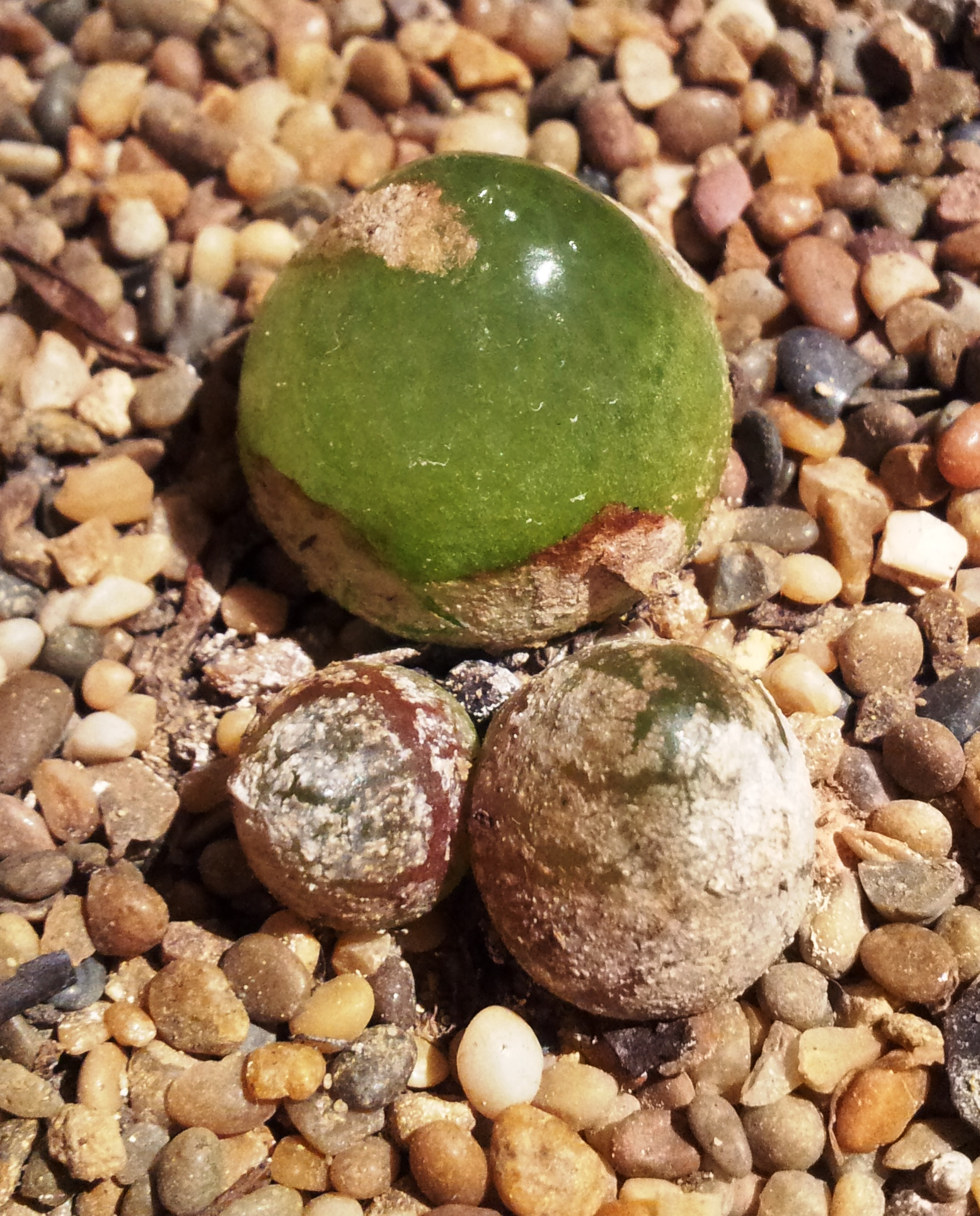
Conophytum burgeri

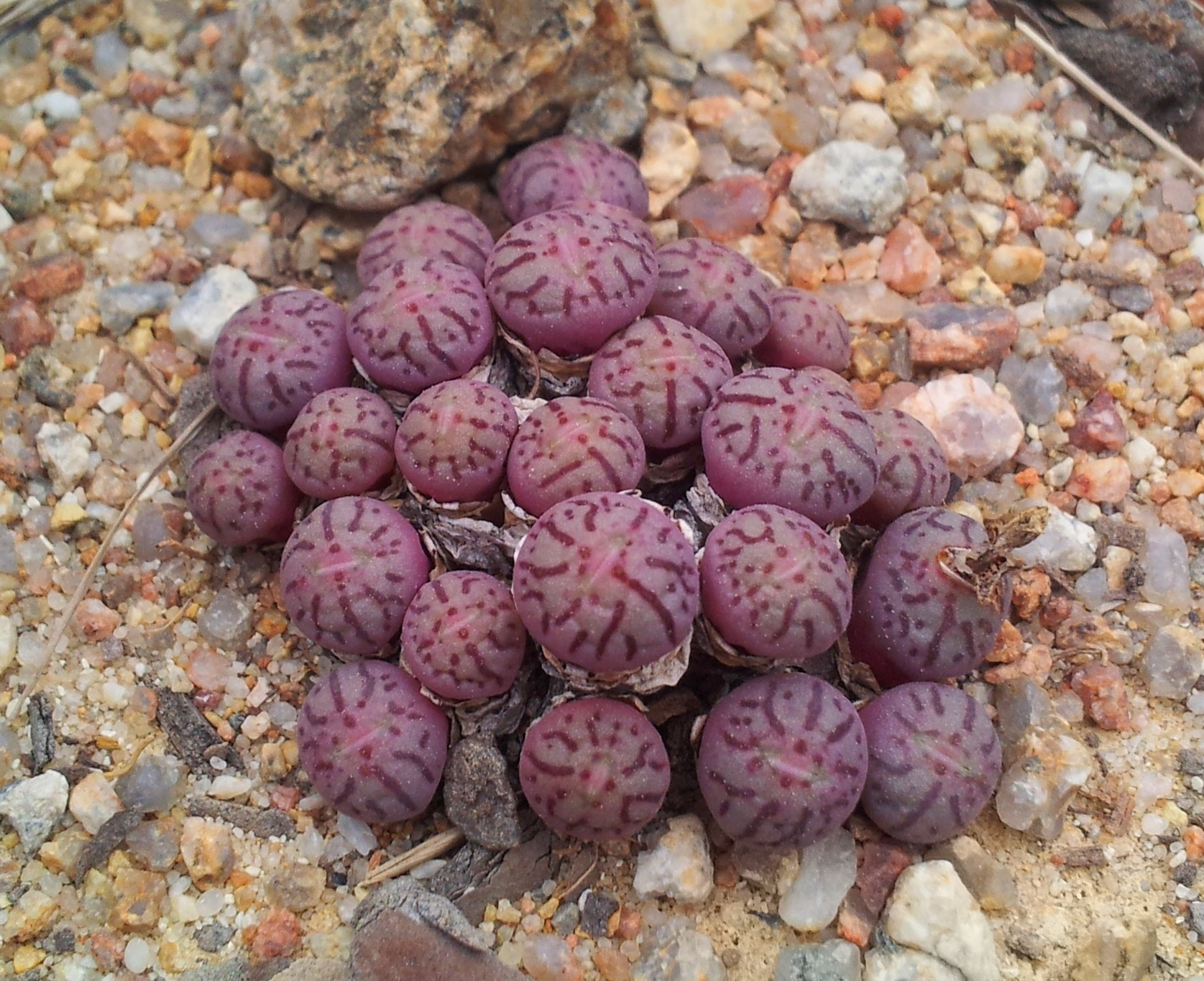
Conophytum minimum

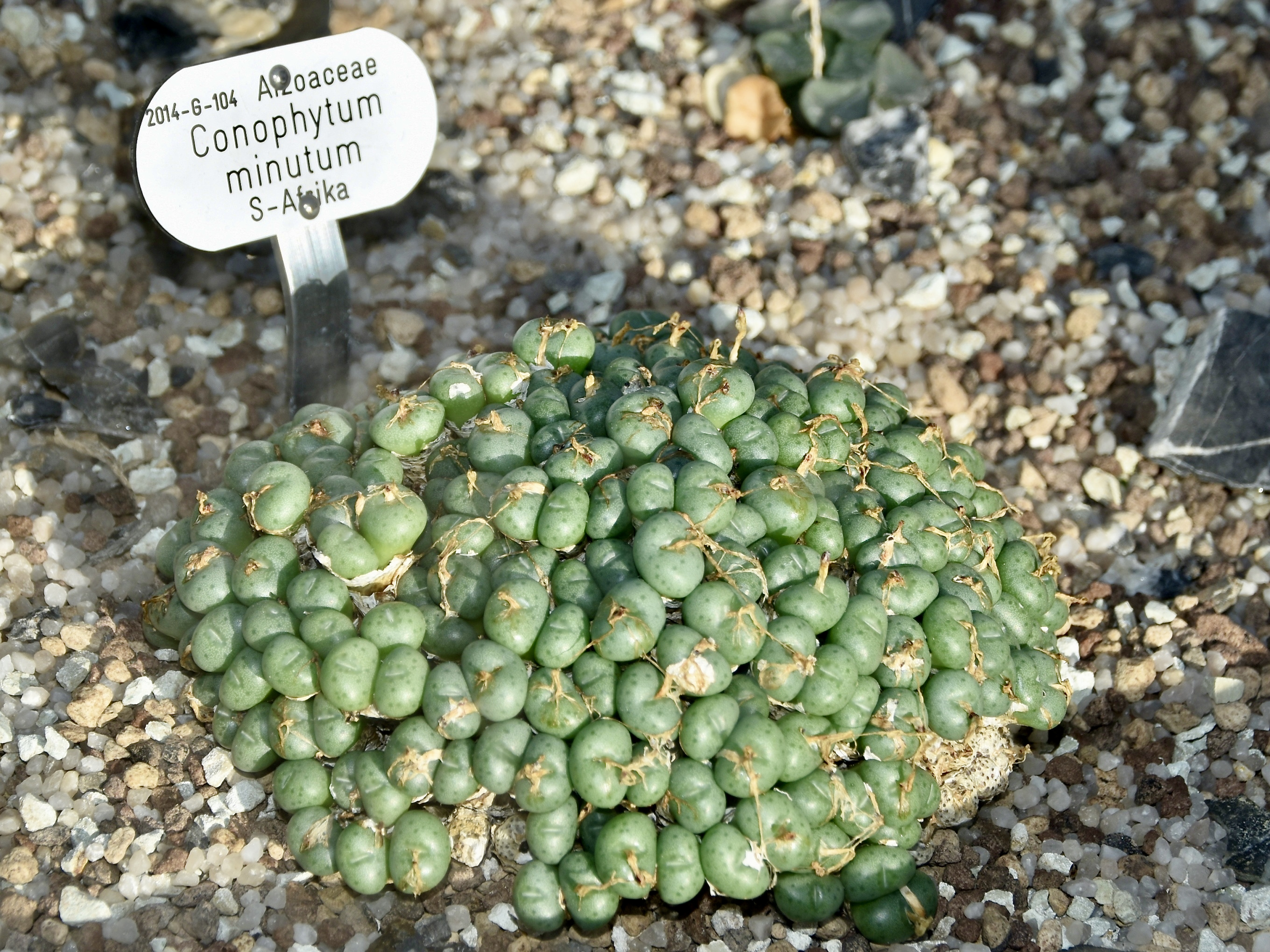
Conophytum minutum

      - Conophytum depressum subsp. depressum
      - Conophytum depressum subsp. perdurans S.A.Hammer

    - Conophytum phoeniceum S.A.Hammer
    - Conophytum pubicalyx Lavis
    - Conophytum stephanii Schwantes
      - Conophytum stephanii subsp. stephanii
      - Conophytum stephanii subsp. helmutii (Lavis) S.A.Hammer

  - Sektion Batrachia Opel & S.A.Hammer
    - Conophytum armianum S.A.Hammer

  - Sektion Cataphracta (Schwantes) S.A.Hammer
    - Conophytum breve N.E.Br.
    - Conophytum calculus (A.Berger) N.E.Br.
      - Conophytum calculus subsp. calculus
      - Conophytum calculus subsp. vanzylii (Lavis) S.A.Hammer

    - Conophytum pageae (N.E.Br.) N.E.Br.
    - Conophytum stevens-jonesianum L.Bolus

  - Sektion Cheshire-Feles S.A.Hammer
    - Conophytum achabense S.A.Hammer
    - Conophytum acutum L.Bolus
    - Conophytum maughanii N.E.Br.
      - Conophytum maughanii subsp. maughanii
      - Conophytum maughanii subsp. armeniacum S.A.Hammer
      - Conophytum maughanii subsp. latum (Tischer) S.A.Hammer

    - Conophytum subterraneum Smale & T.Jacobs

  - Sektion Conophytum
    - Conophytum comptonii N.E.Br.
    - Conophytum ficiforme (Haw.) N.E.Br.
    - Conophytum hammeri G.Will. & H.C.Kenn.
    - Conophytum joubertii Lavis
    - Conophytum minimum (Haw.) N.E.Br.
    - Conophytum obcordellum (Haw.) N.E.Br.
      - Conophytum obcordellum subsp. obcordellum
      - Conophytum obcordellum subsp. rolfii (de Boer) S.A.Hammer
      - Conophytum obcordellum subsp. stenandrum (L.Bolus) S.A.Hammer

    - Conophytum piluliforme (N.E.Br.) N.E.Br.
      - Conophytum piluliforme subsp. piluliforme
      - Conophytum piluliforme subsp. edwardii (Schwantes) S.A.Hammer

    - Conophytum truncatum (Thunb.) N.E.Br.
      - Conophytum truncatum subsp. truncatum
      - Conophytum truncatum subsp. viridicatum (N.E.Br.) S.A.Hammer

    - Conophytum uviforme (Haw.) N.E.Br.
      - Conophytum uviforme subsp. uviforme
      - Conophytum uviforme subsp. decoratum (N.E.Br.) S.A.Hammer
      - Conophytum uviforme subsp. rauhii (Tischer) S.A.Hammer
      - Conophytum uviforme subsp. subincanum (Tischer) S.A.Hammer

  - Sektion Costata Schwantes ex S.A.Hammer
    - Conophytum angelicae (Dinter & Schwantes) N.E.Br.
      - Conophytum angelicae subsp. angelicae
      - Conophytum angelicae subsp. tetragonum Rawé & S.A.Hammer

  - Sektion Saxetana (Schwantes) S.A.Hammer
    - Conophytum carpianum L.Bolus
    - Conophytum halenbergense (Dinter & Schwantes) N.E.Br.
    - Conophytum hians N.E.Br.
    - Conophytum klinghardtense Rawé
      - Conophytum klinghardtense subsp. klinghardtense
      - Conophytum klinghardtense subsp. baradii (Rawé) S.A.Hammer

    - Conophytum loeschianum Tischer
    - Conophytum quaesitum (N.E.Br.) N.E.Br.
      - Conophytum quaesitum subsp. quaesitum
      - Conophytum quaesitum subsp. densipunctatum (L.Bolus) S.A.Hammer

    - Conophytum saxetanum (N.E.Br.) N.E.Br.

- Untergattung Derenbergia Schwantes
  - Sektion Biloba N.E.Br. ex Tischer
    - Conophytum bilobum (Marloth) N.E.Br.
      - Conophytum bilobum subsp. bilobum
      - Conophytum bilobum subsp. altum (L.Bolus) S.A.Hammer
      - Conophytum bilobum subsp. claviferens S.A.Hammer
      - Conophytum bilobum subsp. gracilistylum (L.Bolus) S.A.Hammer

    - Conophytum chauviniae (Schwantes) S.A.Hammer
    - Conophytum cupreiflorum Tischer
    - Conophytum frutescens Schwantes
    - Conophytum meyeri N.E.Br.
    - Conophytum velutinum Schwantes
      - Conophytum velutinum subsp. velutinum
      - Conophytum velutinum subsp. polyandrum (Lavis) S.A.Hammer

  - Sektion Cylindrata Schwantes ex S.A.Hammer
    - Conophytum buysianum A.R.Mitch. & S.A.Hammer
      - Conophytum buysianum subsp. buysianum
      - Conophytum buysianum subsp. politum A.J.Young & Rodgerson

    - Conophytum cylindratum Schwantes
    - Conophytum khamiesbergense (L.Bolus) Schwantes
    - Conophytum reconditum A.R.Mitch.
    - Conophytum roodiae N.E.Br.
      - Conophytum roodiae subsp. roodiae
      - Conophytum roodiae subsp. corrugatum Smale
      - Conophytum roodiae subsp. sanguineum (S.A.Hammer) Smale

    - Conophytum rugosum S.A.Hammer
    - Conophytum youngii C.Rodgerson

  - Sektion Herreanthus (Schwantes) S.A.Hammer
    - Conophytum blandum L.Bolus
    - Conophytum herreanthus S.A.Hammer
      - Conophytum herreanthus subsp. herreanthus
      - Conophytum herreanthus subsp. rex S.A.Hammer

    - Conophytum marginatum Lavis
      - Conophytum marginatum subsp. marginatum
      - Conophytum marginatum subsp. haramoepense (L.Bolus) S.A.Hammer
      - Conophytum marginatum subsp. littlewoodii (L.Bolus) S.A.Hammer

    - Conophytum regale Lavis
    - Conophytum semivestitum L.Bolus

  - Sektion Minuscula (Schwantes) Tischer ex S.A.Hammer
    - Conophytum albiflorum (Rawé) S.A.Hammer
    - Conophytum antonii S.A.Hammer
    - Conophytum auriflorum Tischer
      - Conophytum auriflorum subsp. auriflorum
      - Conophytum auriflorum subsp. turbiniforme (Rawé) S.A.Hammer

    - Conophytum bicarinatum L.Bolus
    - Conophytum brunneum S.A.Hammer
    - Conophytum bruynsii S.A.Hammer
    - Conophytum cubicum Pavelka
    - Conophytum ectypum N.E.Br.
      - Conophytum ectypum subsp. ectypum
      - Conophytum ectypum subsp. brownii (Tischer) S.A.Hammer
      - Conophytum ectypum subsp. cruciatum S.A.Hammer
      - Conophytum ectypum subsp. ignavum S.A.Hammer
      - Conophytum ectypum subsp. sulcatum (L.Bolus) S.A.Hammer

    - Conophytum jarmilae Halda
    - Conophytum hanae Pavelka
    - Conophytum hyracis S.A.Hammer
    - Conophytum longibracteatum L.Bolus
    - Conophytum luckhoffii Lavis
    - Conophytum marnierianum Tischer & H.Jacobsen
    - Conophytum minusculum (N.E.Br.) N.E.Br.
      - Conophytum minusculum subsp. minusculum
      - Conophytum minusculum subsp. aestiflorens S.A.Hammer & Smale
      - Conophytum minusculum subsp. leipoldtii (N.E.Br.) S.A.Hammer

    - Conophytum mirabile A.R.Mitch. & S.A.Hammer
    - Conophytum pium S.A.Hammer
    - Conophytum swanepoelianum Rawé
      - Conophytum swanepoelianum subsp. swanepoelianum
      - Conophytum swanepoelianum subsp. proliferans S.A.Hammer
      - Conophytum swanepoelianum subsp. rubrolineatum (Rawé) S.A.Hammer

    - Conophytum tantillum N.E.Br.
      - Conophytum tantillum subsp. tantillum
      - Conophytum tantillum subsp. amicorum S.A.Hammer & Barnhill
      - Conophytum tantillum subsp. eenkokerense (L.Bolus) S.A.Hammer
      - Conophytum tantillum subsp. helenae (Rawé) S.A.Hammer
      - Conophytum tantillum subsp. inexpectatum S.A.Hammer
      - Conophytum tantillum subsp. lindenianum (Lavis & S.A.Hammer) S.A.Hammer

    - Conophytum turrigerum (N.E.Br.) N.E.Br.
    - Conophytum violaciflorum Schick & Tischer

  - Sektion Ophthalmophyllum (Dinter & Schwantes) Tischer
    - Conophytum caroli Lavis
    - Conophytum concordans G.D.Rowley
    - Conophytum devium G.D.Rowley
      - Conophytum devium subsp. devium
      - Conophytum devium subsp. stiriiferum S.A.Hammer & Barnhill

    - Conophytum friedrichiae (Dinter) Schwantes
    - Conophytum limpidum S.A.Hammer
    - Conophytum longum N.E.Br.
    - Conophytum lydiae (H.Jacobsen) G.D.Rowley
    - Conophytum praesectum N.E.Br.
    - Conophytum pubescens (Tischer) G.D.Rowley
    - Conophytum verrucosum (Lavis) G.D.Rowley

  - Sektion Pellucida (Schwantes) Tischer ex S.A.Hammer
    - Conophytum arthurolfago (S.A.Hammer) S.A.Hammer
    - Conophytum lithopsoides L.Bolus
      - Conophytum lithopsoides subsp. lithopsoides
      - Conophytum lithopsoides subsp. boreale (L.Bolus) S.A.Hammer
      - Conophytum lithopsoides subsp. koubergense (L.Bolus) S.A.Hammer

    - Conophytum pellucidum (N.E.Br. ex A.W.Hill) Schwantes
      - Conophytum pellucidum subsp. pellucidum
      - Conophytum pellucidum subsp. cupreatum (Tischer) S.A.Hammer
      - Conophytum pellucidum subsp. saueri S.A.Hammer

  - Sektion Subfenestrata Tischer ex S.A.Hammer
    - Conophytum burgeri L.Bolus
    - Conophytum concavum L.Bolus
    - Conophytum ratum S.A.Hammer
    - Conophytum subfenestratum Schwantes

  - Sektion Verrucosa Schwantes ex S.A.Hammer
    - Conophytum fulleri L.Bolus
    - Conophytum hermarium (S.A.Hammer) S.A.Hammer
    - Conophytum smorenskaduense de Boer
    - Conophytum vanheerdei Tischer

  - Sektion Wettsteinia (Schwantes) Tischer ex S.A.Hammer
    - Conophytum bachelorum S.A.Hammer
    - Conophytum bolusiae Schwantes
      - Conophytum bolusiae subsp. bolusiae
      - Conophytum bolusiae subsp. primavernum S.A.Hammer

    - Conophytum chrisocruxum S.A.Hammer
    - Conophytum chrisolum S.A.Hammer
    - Conophytum ernstii S.A.Hammer
      - Conophytum ernstii subsp. ernstii
      - Conophytum ernstii subsp. cerebellum S.A.Hammer

    - Conophytum flavum N.E.Br.
      - Conophytum flavum subsp. flavum
      - Conophytum flavum subsp. novicium (N.E.Br.) S.A.Hammer

    - Conophytum francoiseae (S.A.Hammer) S.A.Hammer
    - Conophytum fraternum (N.E.Br.) N.E.Br.
    - Conophytum globosum (N.E.Br.) N.E.Br.
    - Conophytum jucundum (N.E.Br.) N.E.Br.
      - Conophytum jucundum subsp. jucundum
      - Conophytum jucundum subsp. fragile (Tischer) S.A.Hammer
      - Conophytum jucundum subsp. marlothii (N.E.Br.) S.A.Hammer
      - Conophytum jucundum subsp. ruschii (Schwantes) S.A.Hammer

    - Conophytum minutum (Haw.) N.E.Br.
    - Conophytum obscurum N.E.Br.
      - Conophytum obscurum subsp. obscurum
      - Conophytum obscurum subsp. barbatum (L.Bolus) S.A.Hammer
      - Conophytum obscurum subsp. sponsaliorum (S.A. Hammer) S.A.Hammer
      - Conophytum obscurum subsp. vitreopapillum (Rawé) S.A.Hammer

    - Conophytum ricardianum Loesch & Tischer
    - Conophytum schlechteri Schwantes
    - Conophytum smaleorum C.Rodgerson & A.J.Young
    - Conophytum taylorianum (Dinter & Schwantes) N.E.Br.
      - Conophytum taylorianum subsp. taylorianum
      - Conophytum taylorianum subsp. ernianum (Loesch & Tischer) S.A.Hammer
      - Conophytum taylorianum subsp. rosynense S.A.Hammer

    - Conophytum wettsteinii (A.Berger) N.E.Br.
      - Conophytum wettsteinii subsp. francoiseae S.A.Hammer
      - Conophytum wettsteinii subsp. ruschii (Schwantes) S.A.Hammer

Keiner Untergattung zugeordnet sind die Arten:
- Conophytum fibuliforme (Haw.) N.E.Br.
- Conophytum inornatum N.E.Br.
- Conophytum irmae S.A.Hammer & Barnhill
- Conophytum tomasii Halda

## Nachweise

## Weiterführende Literatur
- Steven Hammer: The Genus Conophytum: A Conograph. Umdaus Press, South Africa 1993, ISBN 0-620-17633-4
- Steven Hammer: Dumpling and His Wife: New Views of the Genus Conophytum. EAE Creative Colour Ltd. 2002, ISBN 0-9539326-1-3